# Ignát Herrmann

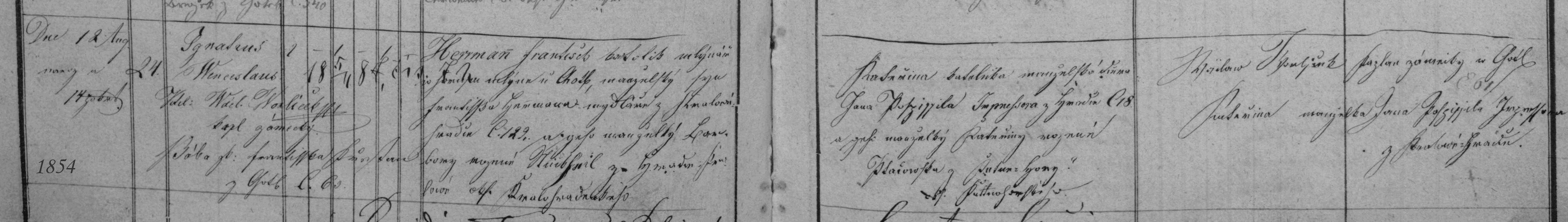
Matriční zápis o narození a křtu Ignáta Herrmanna (matrika N 1850–1860 Chotěboř [SOA Zámrsk])

Ignát Herrmann (12. srpna 1854 Chotěboř – 8. července 1935 Řevnice) byl český spisovatel, humorista a redaktor proslulý svými fejetony, povídkami a romány z pražského prostředí. Zhruba do 20 let používal jméno Hynek a teprve na popud Jana Nerudy začal používat své pravé křestní jméno Ignác, ačkoliv v archaické verzi Ignát. Jako autor používal pseudonymy Vojta Machatý, Švanda nebo Ypsilon. 

## Rodina
Ignát Herrmann se narodil v rodině kupce a mlynáře Františka Xavera Herrmanna (1807–1872) a Kateřiny (1816–1899), dcery nakladatele Jana Hostivíta Pospíšila z Hradce Králové. Narodil se jako třinácté dítě ze čtrnácti. Reálně ale měl pět sourozenců: Ernestinu (1837–1907), spisovatele Gustava (1839–1873), spisovatele Emila (1841–1892), Františka (1852) a Henriettu (1842–1915). 
Ve svých 27 letech se v roce 1881 oženil s Hermínou Chválovou (1860), sestrou hudebního skladatele Emanuela Chvály, a měl s ní čtyři děti: Jiřího (1882–1882), Ludmilu (1883–1960), Dalibora (1885–1950) a Vladimíra (1892–1944). Ludmila se dne 19. prosince 1925 provdala za vrchního poštmistra v Řevnicích Bedřicha Wildta.

## Život
Do školy začal chodit v Hradci Králové. Vychodil čtyřtřídní obecnou školu (1860–1868). Po prvním ročníku na reálném gymnáziu (školní rok 1867/1868) odešel roku 1868 (ve věku 14 let) do Prahy. Vyučil se zde kupeckým příručím a stal se obchodním cestujícím. Ignát pracoval také jako písař v advokátní kanceláři. V Praze se o něj staral jeho starší bratr Emil, který ve městě studoval práva, pracoval právě v advokátní kanceláři, a který jej rovněž seznámil s Janem Nerudou, jemuž později (1880) věnoval svou první knihu (Z chudého kalamáře).
Začal psát glosy a povídky. Od roku 1873 trvale bydlel v Praze (příp. na letním bytě v Řevnicích) a byl zaměstnán jako redaktor v nakladatelství Jana Otty. Jan Otto byl manželem jeho sestřenice Milady Pospíšilové. Ignát se stal novinářem, u Otty v letech 1876–1878 redigoval časopis Paleček. 
V roce 1881 začal pracovat v administraci Národních listů, ale podílet se autorsky a redakčně nemohl, a tak v roce 1884 podal výpověď. Mezitím v roce 1882 založil humoristický časopis Švanda dudák, který vedl několik desítek let. Ve Švandu dudákovi vydal většinu svých prací. Mnohé z jeho povídek vyšly cizojazyčně, v překladech do němčiny, nizozemštiny, polštiny, chorvatštiny, slovinštiny nebo ruštiny. Teprve roku 1885 byl Juliem Grégrem přijat na pozici řádného redaktora Národních listů. Stal se soudním referentem a od roku 1892 autorem nedělních povídek. Ty psal nejprve každý týden, od roku 1900 jednou za dva týdny.
Byl aktivní ve spolkovém životě a také hodně cestoval (Německo, Nizozemsko, Středomoří i Francie, kde uvažoval, že zůstane v Paříži a do Prahy se nevrátí). Překládal z němčiny i francouzštiny.
Nejedno jeho dílo bylo použito jako námět pro filmové zpracování, především pro barvitý popis prostředí a charakterů, kde byl skutečným mistrem. Svými současníky byl čten a ceněn, byl jmenován členem Akademie věd a umění. Pokoušel se o drama (Manželova přítelkyně, 1890), ale nepříliš úspěšně. Kritiky je ceněn jeho román U snědeného krámu, pojednávající o tragickém osudu pražského kupce Martina Žemly (text s prvky naturalismu). Mnohem větší čtenářský ohlas mělo dílo Otec Kondelík a ženich Vejvara. Na základě čtenářského úspěchu napsal Herrmann i jeho pokračování, Tchán Kondelík a zeť Vejvara. Příběhy o malířském mistrovi Kondelíkovi byly koncipovány jako humoristický román, do současnosti v něm zůstala živá především idylická rovina rodinného života. Postava mistra Kondelíka je často chápána jako český „národní typ“ (Josef Jedlička ve své sbírce esejů České typy aneb poptávka po našem hrdinovi), tj. prototyp člověka bodrého, laskavého, přitom nepříliš inteligentního a výbojného. Z jeho díla jsou dosud živé (a vydávané) povídky, jichž napsal 387; tj. počet povídek obsažený v jeho Sebraných spisech o padesáti svazcích, vydávaných v nakladatelství Františka Topiče. Do roku 1916 se dočkaly tří vydání.
Historický význam mají jeho vzpomínkové prózy (Před padesáti léty, Blednoucí obrázky, V pevnosti).
Byl též editorem díla Jana Nerudy (14 svazků), k vydání připravil poslední a posmrtnou Nerudovu sbírku Zpěvy páteční (1896).
Od roku 1888 byl předsedou Spolku českých spisovatelů beletristů Máj.
V průběhu 20. let 20. století se zapojil do kampaně proti budování zoologické zahrady v Praze. Byl přesvědčen o její neužitečnosti a v několika povídkách snahu vybudovat zoo zesměšňoval.

### Připomínky a pozůstalost
V roce 1923 obdržel čestné občanství města Hradce Králové a roku 1929 mu stejné město k 75. narozeninám darovalo křišťálový pohár, dílo Emanuela Šprachty. Stal se také čestným občanem v jeho rodné Chotěboři. Ještě za jeho života byla v srpnu 1930 na jeho rodném Horním mlýnu v Chotěboři odhalena bronzová pamětní deska od Karla Opatrného s nápisem „V tomto domě narodil se 12. srpna 1854 Ignát Herrmann, novinář a spisovatel“. Již o den dříve byla otevřena Herrmannova stezka mezi tímto mlýnem a osadou Bílek. V rámci slavnostní akce uspořádané Spolkem rodáků z Chotěboře bylo uskutečněno také divadelní představení.
O jeho smrti informoval tisk i v zahraničí (např. Německu, Polsku, Francii a Spojeném království).
Jsou po něm pojmenovány ulice v Hradci Králové, Ostravě či Hostinném (Ignáta Herrmanna či I. Herrmanna), ale i v dalších českých městech (jako Herrmannova). Dále také knihovny v Chotěboři, kde se narodil (Knihovna Ignáta Herrmanna), i v Řevnicích, kde měl svůj letní byt (Městská knihovna Ignáta Herrmanna Řevnice).
Dne 8. srpna 2024 se u příležitosti 170. výročí Herrmannova narození v jeho rodné Chotěboři konala připomínková akce zahrnující průvod v dobových kostýmech, setkání před spisovatelovou sochou a čtení z jeho díla. Herrmanna na akci představoval principál místního divadélka Dik Václav Chalupa. Akce se zúčastnil i Herrmannův pravnuk Petr Mayer.

#### Pomník

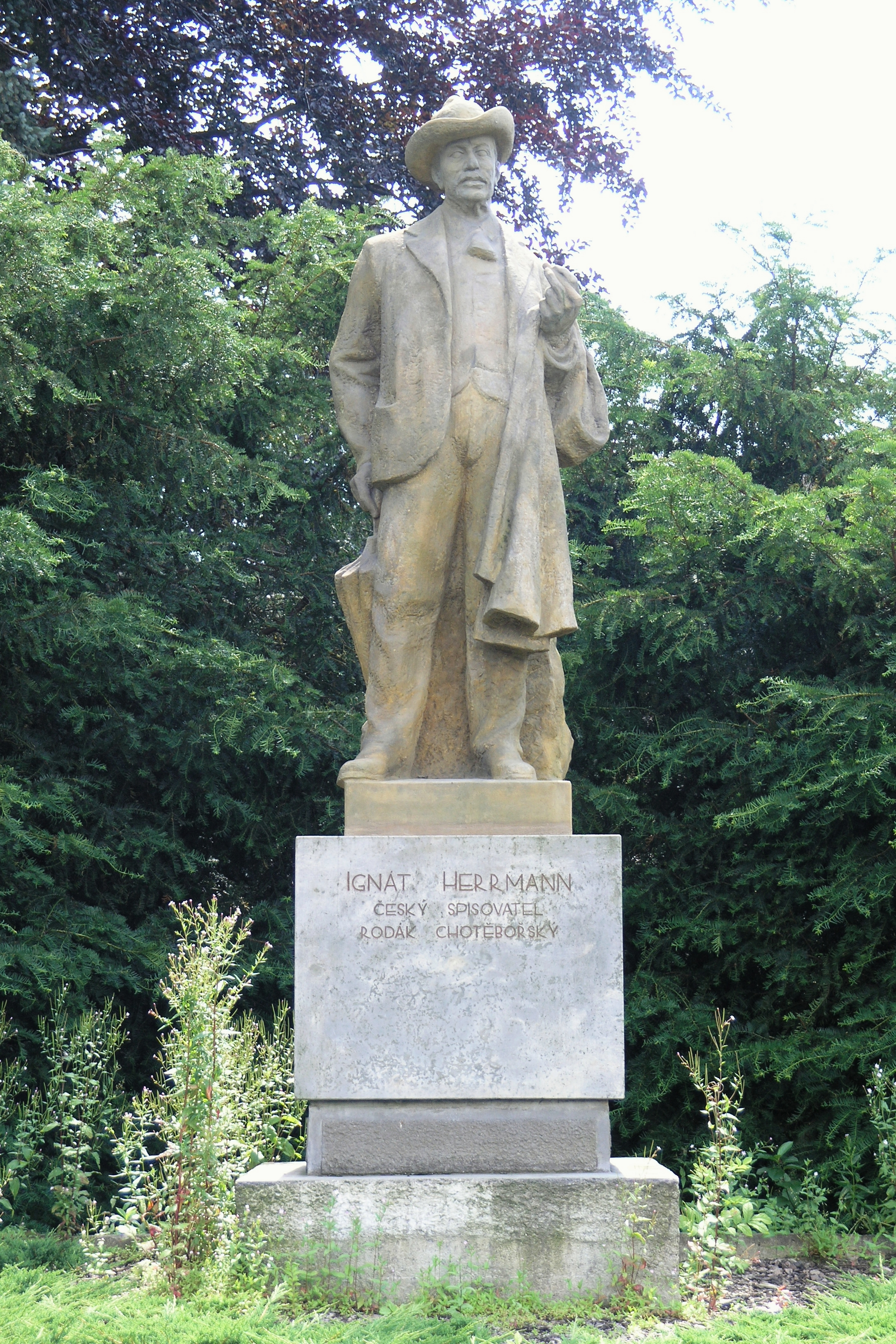
Socha v rodné Chotěboři

Dne 17. července 1960 byl v centru rodné Chotěboře v parčíku (u pozdějšího kruhového objezdu) odhalen pomník se sochou Ignáta Herrmanna v nadživotní velikosti. Autorem předlohy byl Herrmannův synovec akademický sochař Karel Opatrný. Vlastní sochu vytvořili z hořického pískovce akademičtí sochaři Josef Vitvar, Ladislav Kovařík a Josef Smetáček. Herrmanova socha drží v levé pokrčené ruce doutník a přes ruku má zároveň přehozen plášť. Pravou rukou se opírá o deštník. Má klobouk a je oděn v obleku s vestou. Výška postavy je 2,45 m, sokl měří na výšku dalšího 1,25 m. Celková výška je 3,85 m. Pomník je chráněn jako kulturní památka.

#### Pozůstalost
Značnou část Herrmannovy pozůstalosti z jeho pražské pracovny spravuje Muzeum východních Čech v Hradci Králové. Pracovnu Herrmann odkázal s veškerým vybavením (souborem nábytku, rodinnými a místopisnými fotografiemi, knihami, archiváliemi, obrazy a předměty osobní povahy). Pracovna od roku 1936 fungovala jako muzejní expozice, a to nejprve v budově staré radnice, poté v domě U Špuláků.
Neúplný osobní fond Ignáta Herrmanna je uložen v literárním archivu Památníku národního písemnictví. Obsahuje rodinnou korespondenci či dopisy od Jaroslava Vrchlického. Menší množství archiválií se nachází také ve fondech Městského muzea v Chotěboři.

## Citát
Odtud narostlo novinářské povídkářství Herrmannovo z drobných črt a mravoličných obrázků pražských, jež z něho udělaly, jak už jsem jindy řekl, pravého zeměpisce a přírodopisce někdejší Prahy, až k těm velikým a čtenářstvem hltaným povídkovým cyklům, k těm Kondelíkům a Vejvarům, nad nimiž snad krasoduchost některých kritiků nosem krčívala, ale jež byly leta a leta potěchou rozlehlé obci čtenářské, pronikly překládány do mnohých cizích literatur a jsou sui generis klasickou prózou českou. 
Jaroslav Kvapil

## Dílo
- Z chudého kalamáře – výbor krátkých povídek
- Švanda dudák
- Pražské figury
- Bodří Pražané
- U snědeného krámu, 1890, zfilmováno v roce 1933, vydání čtvrté z roku 1916, Dostupné online
- Kancelářský prach – Smíšené zboží
- Domácí štěstí
- Ženitba páně Karafiátova
- Vdavky Nanynky Kulichovy a co se kolem nich sběhlo, 1918. Dostupné online
- Foxl-Voříšek a jiné historky kratochvilné
- Páté přes deváté
- Z pražských zákoutí – humoristické a rázové kresby
- Bodří Pražané – postavičky z pražských zdí a ulic
- Humor parnassu českého
- Historie o doktoru Faustovi, 1884, řazeno do sci-fi
- Otec Kondelík a ženich Vejvara, 1898
- Tchán Kondelík a zeť Vejvara
- Artur a Leontýnka – román
- Bezdětná – povídka
- Sudička – povídka
- Z pamětí mrzouta a jiné historky kratochvilné
- Burlesky
- O živých, o mrtvých
- Příběh dušičkový
- Ztřeštěné historky, 1902, sbírka povídek, některé se SF námětem
- Švec a knejp (1931) – audio dramatizace Českého rozhlasu 2004[17]

Většinu svých povídek nejprve publikoval v časopisech. Články v tisku psal často pod pseudonymem Ypsilon (příkladem je vzpomínka na dědečka, Jana Hostivíta Pospíšila). Soudničky v Národních listech podepisoval zkratkou —on.

## Plavání
Ignát Hermann stál u vzniku plaveckého sportu v Čechách. V roce 1895 zorganizoval první velké veřejné závody. Při závodech, konaných 25. srpna 1895 v Praze na Vltavě (mezi Žofínem a Střeleckým ostrovem), vykonával i funkci vrchního rozhodčího.